# نوکیا ۶۶۱۰
نوکیا ۶۶۱۰آی یک‌نمونه از گوشی‌های تلفن همراه سری ۶۰۰۰ شرکت نوکیا می‌باشد که توسط همین شرکت به بازار عرضه شده‌است.